# Swope Soccer Village
Swope Soccer Village é um complexo de futebol localizado dentro de Swope Park em Kansas City, Missouri, inaugurado em 2007, e reformado em 2014. A instalação é uma parceria público-privada entre o departamento de parques da cidade de Kansas City e o Sporting Kansas City da Major League Soccer, com reservas de campo administradas pela Sporting Fields + Athletics, a principal empresa de gerenciamento de instalações e esportes no meio-oeste. O Children's Mercy Training Center é o lar do Sporting Kansas City II e das seis equipes da academia de juniores do Sporting Kansas City.

## Clubes
Em 2015, o FC Kansas City da Liga Nacional de Futebol Feminino jogou suas partidas no estádio atavés de um acordo com o SKC.  A capacidade do estádio foi aumentada para 3.557  usando arquibancadas que o time havia comprado para uso no Durwood Soccer Stadium, sua casa anterior.  O FC Kansas City fechou após a temporada de 2017.